# ديك روبرتسون
ديك روبرتسون (بالإنجليزية: Dick Robertson)‏ هو لاعب كرة قاعدة أمريكي، ولد في 16 سبتمبر 1891 في روكفيل في الولايات المتحدة، وتوفي في 2 أكتوبر 1944 في نيو أورلينز في الولايات المتحدة.

## وصلات خارجية
- ديك روبرتسون على موقعبيزبول رفرنس.كوم (الدوري الرئيسي) (الإنجليزية)